# 萨莱耶
萨莱耶（法語：Saleilles，法語發音：[salɛj] ⓘ）是法国东比利牛斯省的一个市镇，属于佩皮尼昂区。

## 地理
萨莱耶（42°39'15"N, 2°57'6"E）面积6.12 平方千米，位于法国奧克西塔尼大區东比利牛斯省，该省份为法国大陆部分最南部的省份，涵盖了北加泰罗尼亚，北起奥德省，西接阿列日省和安道尔，南与西班牙接壤，东临地中海。
与萨莱耶接壤的市镇（或旧市镇、城区）包括：卡贝斯塔尼、圣纳泽尔、阿莱尼亚、泰扎、佩皮尼昂。
萨莱耶的时区为UTC+01:00、UTC+02:00（夏令时）。

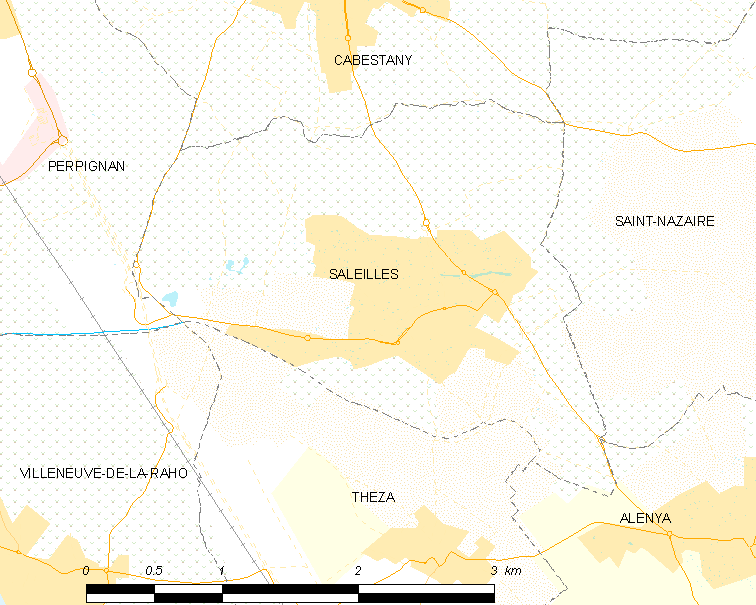
萨莱耶的OSM定位图

## 行政
萨莱耶的邮政编码为66280，INSEE市镇编码为66189。

## 政治
萨莱耶所属的省级选区为沙岸县。

## 人口

1962-2008年间萨莱耶人口变化图示

萨莱耶于2022年1月1日时的人口数量为5724人。